# Мапп, Артур
Артур Мапп (англ. Arthur Mapp; род. 6 ноября 1953, Белиз) — британский дзюдоист, чемпион и призёр чемпионатов Великобритании, бронзовый призёр летних Олимпийских игр 1980 года в Москве.

## Карьера
Выступал в полутяжёлой (до 95 кг), тяжёлой (свыше 95 кг) и абсолютной весовых категориях. Чемпион Великобритании 1981 года в абсолютной весовой категории, серебряный призёр чемпионата страны 1981 года в полутяжёлой категории, бронзовый призёр чемпионата 1976 года в полутяжёлой категории. Победитель и призёр международных турниров.
На летних Олимпийских играх 1980 года в Москве Мапп победил голландца Петера Аделаара, зимбабвийца Джона де Вета, болгарина Димитра Запрянова, но проиграл представителю ГДР Дитмару Лоренцу. В утешительной схватке британец победил монгола Дамбажавына Цэнд-Аюуша и завоевал бронзу Олимпиады.